# Тукуруві (станція метро Сан-Паулу)
Тукуруві (порт. Estação Tucuruvi) — станція метро Сан-Паулу, розташована на Лінії 1 (синя) в окрузі Тукуруві. Її було відкрито 29 квітня 1998 року, під час розширення Лінії 1. З 1965 року поруч з сучасним місцем розташовання станції, працювала станція легендарного трамваю Кантарейри під назвою Тукуруві, закрита у рік відкриття станції метро. На станції заставлено тактильне покриття. 